# Słownik wyrazów obcych Karłowicza
Słownik wyrazów obcych Karłowicza – słownik wyrazów pochodzenia obcego w języku polskim autorstwa Jana Karłowicza z lat 1894–1905.
Słownik liczy trzy tomy (litery A–N). Prace nad słownikiem nie zostały ukończone. Po śmierci autora w roku 1903 pozostałym materiałem zajęli się krewni autora, a również Hieronim Łopaciński i Adam Antoni Kryński. Materiał ten został opracowany i włączony do wcześniejszych tomów. Przy opracowaniu słownika korzystał Karłowicz ze 128 źródeł, były to m.in.: Psałterz floriański, słownik niemiecko-polski Mrongowiusza, Prace filologiczne, Biblia królowej Zofii, Gwara złoczyńców Estreichera.

## Mikrostruktura słownika
Artykuł hasłowy zawiera zwykle definicję semantyczną wyrazu hasłowego, a również  często warianty gwarowe, dublety słowotwórcze, graficzne (lub fonetyczne), sporadycznie też odpowiedniki w innych językach. Ważnym elementem mikrostruktury jest obszerny wywód etymologiczny, przy czym rozważania o pochodzeniu danego wyrazu poparte są informacjami ze źródeł leksykograficznych i filologicznych, z pełną egzemplifikacją źródłową.  Autor posługuje się skrótami odnoszącymi się do źródeł zapożyczeń, jak: Ag. – angielski, Cz. – czeski, Ukr. – ukraiński. Stosowane są też kwalifikatory terminologiczne (np. techn. – techniczny), kwalifikatory chronologiczne (np. dw. – dawny), gramatyczne (np. rozk. –  rozkaźnik, nj. – rodzaj nijaki). Wiele uwagi poświęcił autor wyrazom pochodzenia litewskiego.

## Znaczenie słownika
Słownik, choć niedokończony, został uznany za dzieło o wielkiej wartości naukowej i poznawczej. Ma nie tylko wartość leksykograficzną, jest też dziełem o poważnym znaczeniu dla rozwoju językoznawstwa polskiego.